# Pinda
Pinda es un género monotípico de planta herbácea perteneciente a la familia Apiaceae. Su única especie: Pinda concanensis, es originaria de la India.

## Taxonomía
Pinda concanensis fue descrita por (Dalzell) P.K.Mukh. & Constance y publicado en Kew Bulletin 41(1): 226. 1986.